# Casa da Criação
A Casa da Criação é uma das mais mediáticas empresas de criação de ficção portuguesa que criou êxitos como Morangos com Açúcar.
A Casa da Criação foi criada em 2001 pela NBP (Nicolau Breyner Produções), empresa da qual ainda hoje faz parte. Depois de vários anos na zona do Estoril, está agora sediada no Chiado. 

## Produções da Casa da Criação
- Sonhos Traídos
- Nunca Digas Adeus
- Fascínios
- Anjo Selvagem
- O Último Beijo
- Saber Amar
- Coração Malandro
- O Teu Olhar
- Ana e os Sete
- Queridas Feras
- Morangos com Açúcar
- Mistura Fina
- Mundo Meu
- Doce Fugitiva
- Feitiço de Amor
- Deixa Que Te Leve
- Ele é Ela
- Mar de Paixão
- Espírito Indomável
- Giras e Falidas
- Dei-te Quase Tudo
- Remédio Santo